# Philibertia tactila
Philibertia tactila är en oleanderväxtart som beskrevs av Goyder. Philibertia tactila ingår i släktet Philibertia och familjen oleanderväxter. Inga underarter finns listade i Catalogue of Life.